# Европско првенство у атлетици у дворани 1975 — 800 метара за жене
Такмичење у дисциплини трчања на 800 метара у женској конкуренцији на 6. Европском првенству у атлетици у дворани 1975. године одржано је 8 и 9. марта. у Спортско-забавној дворани Сподек у Катовицама, (Пољска).
Титулу европске првакиње освојену на Европском првенству у дворани 1974. у Гетеборгу бранила је Елжбјета Католик из Пољске.

## Земље учеснице
Учествовало је 12 атлетичарки из 8 земљаља.
1. Белгија (1)
2. Бугарска (2)
3. Чехословачка (1)
4. Источна Немачка (1)
5. Француска (1)
6. Пољска (1)
7. Совјетски Савез (2)
8. Западна Немачка (2)

## Рекорди
| Рекорди пре почетка Европског првенства у дворани 1975.     | Рекорди пре почетка Европског првенства у дворани 1975. | Рекорди пре почетка Европског првенства у дворани 1975. | Рекорди пре почетка Европског првенства у дворани 1975. | Рекорди пре почетка Европског првенства у дворани 1975. | Рекорди пре почетка Европског првенства у дворани 1975. |
| ----------------------------------------------------------- | ------------------------------------------------------- | ------------------------------------------------------- | ------------------------------------------------------- | ------------------------------------------------------- | ------------------------------------------------------- |
| Светски рекорд                                              | Мери Декер-Слејни                                       | САД                                                     | 2:01,8                                                  | Сан Дијего, САД                                         | 17. фебруар 1974.                                       |
| Европски рекорд                                             | Елжбјета Католик                                        | Пољска                                                  | 2:02,38                                                 | Гетеборг, Шведска                                       | 10. март 1974.                                          |
| Рекорди европских првенстава                                | Елжбјета Католик                                        | Пољска                                                  | 2:02,38                                                 | Гетеборг, Шведска                                       | 10. март 1974.                                          |
| Рекорди после завршеног Европског првенства у дворани 1975. |                                                         |                                                         |                                                         |                                                         |                                                         |
| Нових рекорда није било.                                    |                                                         |                                                         |                                                         |                                                         |                                                         |

## Освајачи медаља
|                            |                               |                             |
| Анита Вајс Источна Немачка | Сармите Штула Совјетски Савез | Росица Пехливанова Бугарска |

## Резултати

### Квалификације
Одржане 8. марта. Такмичарке су биле подељене у две групе. По две првопласиране из обе групе  (КВ) и две на поснову постигнтог резултата (кв) пласирале су се у финале.
| Пласман | Група | Атлетичарка          | Земља           | Резултат | Белешка |
| ------- | ----- | -------------------- | --------------- | -------- | ------- |
| 1.      | 1     | Сармите Штула        | Совјетски Савез | 2:06.6   | КВ      |
| 2.      | 1     | Анита Вајс           | Источна Немачка | 2:06,9   | КВ      |
| 2.      | 2     | Елжбјета Католик     | Пољска          | 2:06,9   | КВ      |
| 4.      | 2     | Николина Штерева     | Бугарска        | 2:07,1   | КВ      |
| 5.      | 1     | Колет Бесон          | Француска       | 2:07,2   | кв      |
| 6.      | 1     | Росица Пехливанова   | Бугарска        | 2:07.4   | кв      |
| 7.      | 2     | Валентина Герасимова | Совјетски Савез | 2:07,8   |         |
| 8.      | 2     | Бригите Краус        | Западна Немачка | 2:08,1   | ЛРд     |
| 9.      | 2     | Jozefína Čerchlanová | Чехословачка    | 2:08,3   | ЛРд     |
| 10.     | 1     | Барбара Вашњевска    | Пољска          | 2:08,4   | ЛРд     |
| 11.     | 2     | Ан-Мари вон Нифел    | Белгија         | 2:12,8   |         |
| 12.     | 2     | Шантал Жувом         | Француска       | 2:13,9   | ЛРд     |

### Финале
Одржано 9. марта.
| Место | Атлетичарка        | Земља           | Резултат | Белешка |
| ----- | ------------------ | --------------- | -------- | ------- |
|       | Анита Вајс         | Источна Немачка | 2:05,6   | ЛРд     |
|       | Сармите Штула      | Совјетски Савез | 53,21    | ЛРд     |
|       | Росица Пехливанова | Бугарска        | 53,91    | ЛРд     |
| 4.    | Елжбјета Католик   | Пољска          | 54,01    |         |
| 5.    | Колет Бесон        | { Француска     | 2:11,5   |         |
| 6.    | Николина Штерева   | Бугарска        | 2:20,3   |         |

## Укупни биланс медаља у трци на 800 метара за жене после 6. Европског првенства у дворани 1970—1975.
|    | Земља                |   |   |   |    |
| -- | -------------------- | - | - | - | -- |
| 1. | Источна Немачка      | 2 | 1 | 1 | 4  |
| 2. | Западна Немачка      | 1 | 1 | 0 | 2  |
| 3. | Бугарска             | 1 | 0 | 2 | 3  |
| 3. | Пољска               | 1 | 0 | 2 | 3  |
| 5. | Аустрија             | 1 | 0 | 0 | 1  |
| 6. | Румунија             | 0 | 2 | 0 | 2  |
| 6. | Совјетски Савез      | 0 | 2 | 0 | 2  |
| 8. | Уједињено Краљевство | 0 | 0 | 1 | 1  |
|    | Укупно {8}           | 6 | 6 | 6 | 18 |

|    | Атлетичар          | Земља           |   |   |   |   |
| -- | ------------------ | --------------- | - | - | - | - |
| 1. | Гунхилд Хофмајстер | Источна Немачка | 1 | 1 | 0 | 2 |
| 2. | Елжбјета Католик   | Источна Немачка | 1 | 1 | 0 | 2 |
| 3. | Иљана Силаи        | Румунија        | 0 | 2 | 0 | 2 |